# Promotion de la santé

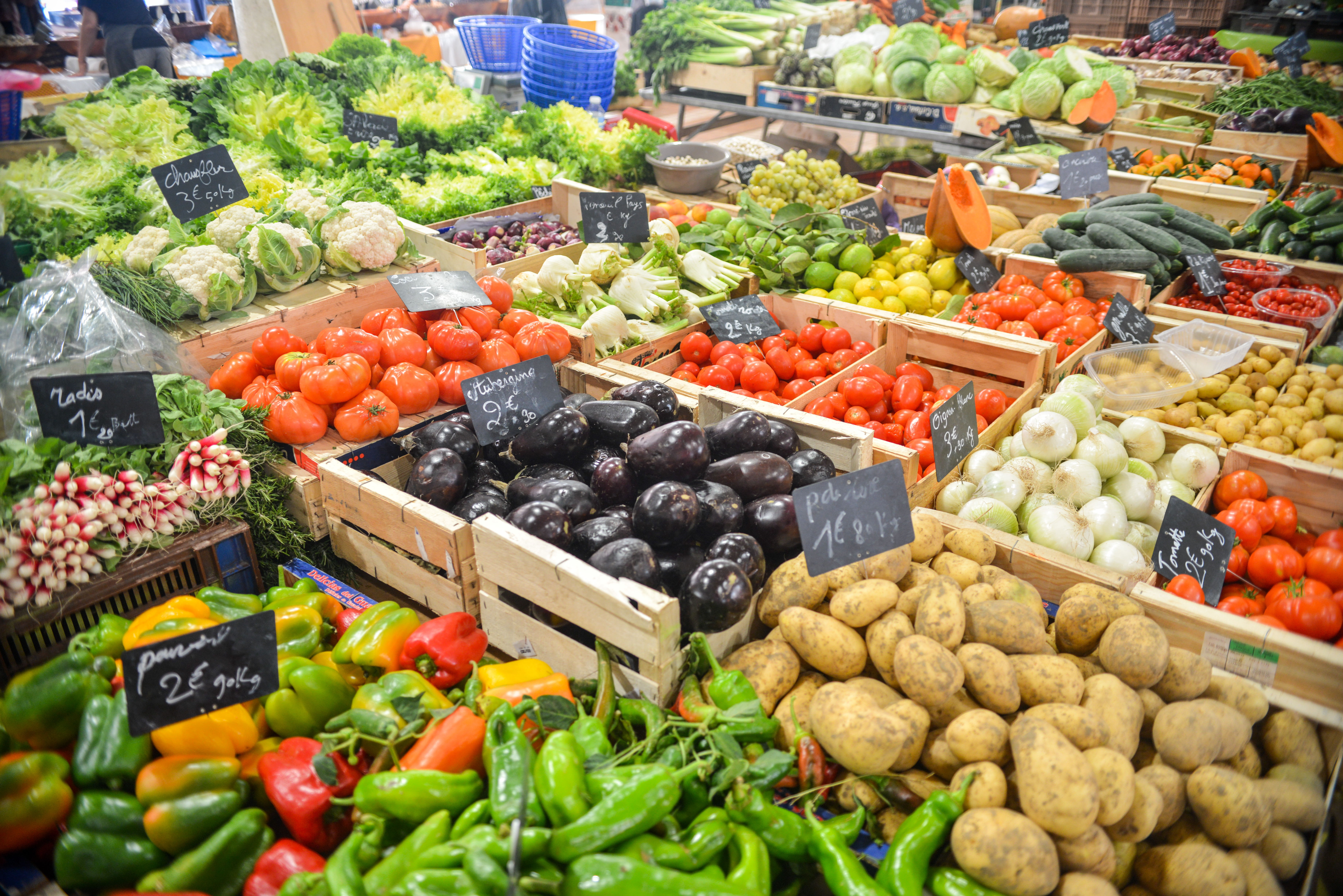
De nombreuses études montrent qu'une alimentation équilibrée et une activité physique régulière ont une influence positive sur la santé. Des politiques et environnements favorables à la santé encouragent cela.

La promotion de la santé telle que définie par l'Organisation mondiale de la santé (OMS) est le processus qui confère aux populations les moyens d'assurer un plus grand contrôle sur leur propre santé, et d'améliorer celle-ci. Cette démarche relève d'un concept définissant la santé comme la mesure dans laquelle un groupe ou un individu peut d'une part, réaliser ses ambitions et satisfaire ses besoins et, d'autre part, évoluer avec le milieu ou s'adapter à celui-ci.
Elle est une des composantes importantes de la santé publique.
La promotion de la santé utilise des stratégies permettant d'agir sur la responsabilité sociale et donc sur différents partenaires permettant d'accroître les capacités communautaires. L'individu reste au centre de la démarche. Elle doit lui permettre, dans et avec sa communauté, d'agir en faveur de sa santé. Il y a, en conséquence, la nécessité d'orienter des politiques de santé dans cette optique. Il y a donc également lieu d'agir sur des déterminants de santé liés à l'épanouissement et le bien-être des individus dans le cadre d'un environnement sain.
Les déterminants de santé sont très larges et relèvent non seulement de ceux liés à la personne, mais ils sont aussi d'ordre relationnel, environnemental ; ils sont liés tant au travail, qu'à la culture, la famille, la société, etc.
De nombreuses études montrent l'importance des déterminants sociaux de la santé (inégalité dans l'instruction, la dévalorisation de soi, les carences affectives, la discrimination et l'exclusion, l'isolement, le faible degré d'autonomie au travail, etc.).
Le domaine de la santé mentale est un domaine particulièrement important d'intervention en promotion de la santé.
À la suite de la charte d'Ottawa, il fut souligné l'importance de créer des milieux favorables à la santé (1991 : déclaration de Sundsvall), l'influence de l'environnement (1997 : Déclaration de Jakarta), l'importance du support social comme facteur de protection (2000 : Déclaration de Mexico).
En 2005, la charte de Bangkok mettait en avant la nécessité d'une approche responsable partagée, en matière de promotion de la santé, entre le secteur public et le secteur privé.

## Historique

### Charte d'Ottawa
La Charte d'Ottawa est le texte fondateur de la promotion de la santé en transformant une vision statique de la santé en une vision dynamique : « La promotion de la santé est un processus qui confère aux populations les moyens d'assurer un plus grand contrôle sur leur propre santé et d'améliorer celle-ci. Cette démarche relève d’un concept définissant la santé comme la mesure dans laquelle un groupe ou un individu peut d’une part, réaliser ses ambitions et satisfaire ses besoins et, d’autre part, évoluer avec le milieu ou s’adapter à celui-ci. La santé est donc perçue comme une ressource de la vie quotidienne, et non comme le but de la vie : il s’agit d’un concept positif mettant en valeur les ressources sociales et individuelles, ainsi que les capacités physiques. Ainsi donc, la promotion de la santé ne relève pas seulement du secteur sanitaire : elle dépasse les modes de vie sains pour viser le bien-être ».
La charte peut se résumer en 3 stratégies de base pour promouvoir la santé :

#### Promouvoir l'idée
Créer, grâce à un effort de sensibilisation, les conditions favorables indispensables à l'épanouissement de la santé.

#### Allocation de moyens
Donner à chacun les moyens d'atteindre ses pleines capacités de santé notamment par l'éducation à la santé.

#### Médiation
Jouer un rôle de médiation entre les différents intérêts divergents qui se manifestent dans la société à l'égard de la santé.

### Déclaration de Jakarta
Cette déclaration de l'OMS de 1997 met l'accent sur la globalité des actions de santé publique et l’approche des cadres de vie fait maintenant partie intégrante de la politique internationale de la santé.
La durabilité de l'action suppose un cadre participatif de chacun et l'acquisition de connaissance en matière de santé.
Les cinq priorités sont :
- la responsabilité sociale pour la santé et l'équité en matière de santé ;
- les investissements pour le développement sanitaire ;
- les partenariats pour la promotion de la santé ;
- l'amélioration des capacités communautaires (accroître la maîtrise communautaire sur les déterminants de santé) et l'acquisition de moyens d'agir pour les individus ;
- la mise en place d'une infrastructure de promotion de la santé.

### Charte de Bangkok
La charte de Bangkok (OMS, 2005) donne un cadre aux mesures et engagements pour agir sur les déterminants de santé. Il pose les responsabilités du secteur politique, de la société civile, du secteur privé, des organisations internationales et de la communauté de santé publique.
Elle pose le principe du droit à la meilleure santé possible pour chacun.
Elle modernise les actions sur les déterminants de santé en reconnaissant les problèmes liés aux inégalités, aux nouveaux modes de consommation et de communication, à la commercialisation, aux changements environnementaux, aux tendances à l'urbanisation ainsi qu’aux modifications démographiques, aux structures familiales et sociales, aux populations fragiles notamment les enfants, etc.
Elle modifie certaines perspectives notamment en soulignant l'aspect positif des règlementations et lois concernant l'égalité des chances et la protection des individus.
La nécessité des partenariats est à nouveau soulignée, de même que la nécessité d'investissements et de défense de la cause de la santé sur base des droits de l'homme.
Elle développe trois axes concernant la promotion de la santé :
- une responsabilité centrale de l'ensemble du secteur public ;
- un axe essentiel de l'action communautaires et de la société civile ;
- une exigence de bonne pratique au niveau des entreprises, en comprenant sa participation aux besoins sociaux de l'environnement dans lequel elles s'insèrent et dès lors qu'elles modifient.

## Actions pour promouvoir la santé
Les actions pour promouvoir la santé sont définies par l'OMS :

### Élaboration de politiques pour la santé
La promotion de la santé va bien au-delà des simples soins de santé. Elle inscrit la santé à l'ordre du jour des responsables politiques de tous les secteurs et à tous les niveaux, en les incitant à prendre conscience des conséquences de leurs décisions sur la santé et en les amenant à admettre leur responsabilité à cet égard.
La politique de promotion de la santé associe des approches différentes, mais complémentaires ; mesures législatives, financières et fiscales et changements organisationnels, notamment. Il s'agit d'une action coordonnée conduisant à des politiques de santé, financières et sociales qui favorisent davantage d’équité.
L’action commune permet d’offrir des biens et des services plus sûrs et plus sains, des services publics qui favorisent davantage la santé et des environnements plus propres et plus agréables.
La politique de promotion de la santé suppose que l'on identifie les obstacles à l'adoption de politiques pour la santé dans les secteurs non sanitaires et les moyens de surmonter ces obstacles. Le but doit être de faire en sorte que le choix le plus facile pour les responsables des politiques soit aussi le choix le meilleur du point de vue de la santé.

### Création d'environnements favorables
Les sociétés modernes sont complexes et interconnectées et l'on ne peut séparer la santé des autres objectifs.
Les liens qui unissent de façon inextricable les individus à leur milieu constituent la base d'une approche socio-écologique à l'égard de la santé.
L'évolution des modes de vie, de travail et de loisir doit être une source de santé pour la population, et la façon dont la société organise le travail doit permettre de créer une société plus saine. La promotion de la santé engendre des conditions de vie et de travail à la fois sûres, stimulantes, gratifiantes et agréables.
L'évaluation systématique des effets sur la santé d'un environnement en évolution rapide notamment dans les domaines de la technologie, du travail, de l'énergie et de l'urbanisation est indispensable et doit être suivie d'une action garantissant le caractère positif de ces effets sur la santé du public.
La protection des milieux naturels et des espaces construits, ainsi que la conservation des ressources naturelles, doivent être prises en compte dans toute stratégie de promotion de la santé.

### Renforcement de l'action communautaire
La promotion de la santé passe par la participation effective et concrète de la communauté à la fixation des priorités, à la prise des décisions et à l'élaboration et à la mise en œuvre des stratégies de planification en vue d'atteindre une meilleure santé.
Au cœur même de ce processus, il y a la dévolution de pouvoir aux communautés considérées comme capables de prendre en main leurs destinées et d'assumer la responsabilité de leurs actions.
Le développement communautaire puise dans les ressources humaines et matérielles de la communauté pour stimuler l'auto-assistance et le soutien social et pour instaurer des systèmes souples susceptibles de renforcer la participation et le contrôle du public en matière de santé. Cela exige un accès total et permanent à l'information et aux possibilités d'acquisition de connaissances concernant la santé, ainsi qu'une aide financière.

### Acquisition d'aptitudes individuelles
La promotion de la santé appuie le développement individuel et social grâce à l'information, à l'éducation pour la santé et au perfectionnement des aptitudes indispensables à la vie. Ce faisant, elle donne aux gens davantage de possibilités de contrôle de leur propre santé et de leur environnement et les rend mieux aptes à faire des choix judicieux.
Il est crucial de permettre aux gens d'apprendre à faire face à tous les stades de leur vie et à se préparer à affronter les traumatismes et les maladies chroniques.
Ce travail doit être facilité dans le cadre scolaire, familial, professionnel et communautaire et une action doit être menée par l'intermédiaire des organismes éducatifs, professionnels, commerciaux et bénévoles et dans les institutions elles-mêmes.

### Réorientation des services de santé
Dans le cadre des services de santé, la tâche de promotion est partagée entre les particuliers, les groupes communautaires, les professionnels de la santé, les établissements de services et les gouvernements. Tous doivent œuvrer ensemble à la création d'un système de soins servant au mieux les intérêts de la santé.
Par delà son mandat qui consiste à offrir des services cliniques et curatifs, le secteur de la santé doit s'orienter de plus en plus dans le sens de la promotion de la santé. Les services de santé doivent se doter d'un mandat plus vaste, moins rigide et plus respectueux des besoins culturels, qui les amène à soutenir les individus et les groupes dans leur recherche d'une vie plus saine et qui ouvre la voie à une conception élargie de la santé, en faisant intervenir, à côté du secteur de la santé proprement dit, d'autres composantes de caractère social, politique, économique et environnemental.
La réorientation des services de santé exige également une attention accrue l'égard de la recherche, ainsi que des changements dans l'enseignement et la formation des professionnels. Il faut que cela fasse évaluer l'attitude et l'organisation des services de santé, en les recentrant sur la totalité des besoins de l'individu considérés dans son intégralité.

## Promotion de la santé dans le monde

Les 6 zones régionales de l'OMS.

L’Organisation mondiale de la santé et ses bureaux régionaux tels que l'Organisation panaméricaine de la santé jouent un rôle prépondérant dans la promotion de la santé dans le monde.
L’« Union internationale pour la promotion de la santé et de l'éducation » (UIPES), basée en France, organise des conférences internationales, régionales et nationales.
Dans le monde entier, les ministères de la santé, les agences gouvernementales et les organisations non gouvernementales s’investissent dans le domaine de la promotion de la santé.

### Australie
L'« Association australienne de promotion de la santé » est créée en 1988. En novembre 2008, une « commission nationale de réforme de la santé et des hôpitaux » publie un document recommandant la création d’une « Agence nationale de promotion de la santé ». Le programme de subventions de l’« Australian Capital Territory Health » (ACT Health) soutient la promotion de la santé par des financements et la diffusion d'information. La « Fondation Victorian Health Promotion » (VicHealth) de l'État de Victoria est « le premier organisme de promotion de la santé à être financé par une taxe sur le tabac ».

### Canada
L’Agence de la santé publique du Canada a pour mission de « promouvoir et protéger la santé des canadiens au moyen du leadership, de partenariats, de l’innovation et de la prise de mesures dans le domaine de la santé publique ».
Par ailleurs, la province de l'Ontario a créé un « Ministère de la santé et des soins de longue durée » chargé de la promotion de la santé.
En Colombie-Britannique, la « BC Coalition for Health Promotion » se consacre à la promotion de la santé dans cette province.

### Fédération de Russie
En 2014, à l'occasion du 15e sommet annuel Inde-Russie, le Président Poutine et le Premier ministre indien Modi signent des accords cruciaux ; leur déclaration conjointe inclut que l'Inde et la Russie encourageront leur coopération afin de promouvoir la santé et la remise en forme à travers les méthodes traditionnelles indiennes du Yoga et de l'Ayurveda, y compris à travers des centres et des camps de Yoga et des centres ayurvédiques.

### Europe

#### Belgique
La santé préventive est de compétence communautaire (et non pas fédérale). Il existe en Belgique trois communautés : la communauté flamande, la Communauté française et la Communauté germanophone.
La promotion de la santé dépend, pour la partie francophone, de la Direction générale de la santé de la communauté française. Elle prend appui sur le Conseil supérieur de promotion de la santé qui est un organe consultatif.
Ce conseil supérieur propose 6 axes stratégiques : la participation communautaire, l’action sur le milieu de vie, le développement des aptitudes personnelles et sociales, la réorientation des services, la concertation et l’action intersectorielle, l’information et la formation.
Une formation spécifique universitaire en promotion de la santé, est proposé par les trois écoles de santé publique francophone, dépendant des universités de Bruxelles, Liège et Louvain.

#### Espagne
En Espagne, le Ministère de la santé, des services sociaux et de l'égalité est responsable de la proposition et l'exécution de la politique gouvernementale en matière de santé publique, de planification, d'assistance sanitaires, de consommation, de cohésion, d'insertion sociales, de famille, de protection des mineures, de dépendance, de handicap et d'égalité. Il lui revient d'exercer les compétences de l'État assurant l'exercice du droit à la protection de la santé.

#### France
En France, le développement de la promotion de la santé suit celui de la santé publique.
À partir du mouvement hygiéniste qui suit les retombées des recherches de Louis Pasteur, l’école publique prend le relais des premiers essais en éducation en santé : la gymnastique est inscrite aux programmes par la loi du 28 mars 1882, et la notion d’hygiène fait partie de l’esprit de la loi : « La question de l’éducation physique peut revêtir trois aspects principaux ; on peut la considérer au point de vue athlétique, au point de vue militaire, au point de vue hygiénique ».
Se constituent ensuite les premiers organismes privés chargés d’éduquer le public : la Société scientifique d’hygiène alimentaire et d’alimentation rationnelle (1904), le Comité national de lutte antituberculeuse (1916), la Ligue nationale contre le cancer (1918), la Ligue française contre les maladies vénériennes, la Société française de prophylaxie, la Ligue française d'hygiène mentale (1920), le Comité national de défense contre l'alcoolisme.
En France, la sécurité sociale a été définie juste après la Seconde Guerre mondiale, par le Conseil national de la Résistance selon l'ordonnance du 4 octobre 1945 puis l’arrêté du 23 octobre 1945 officialise le « Centre national de l'éducation sanitaire, démographique et sociale » et ses déclinaisons régionales, remplacé en 1972 par le Comité français d'éducation pour la santé.
En 1981, l’Institut Renaudot est fondé par un groupe de médecins exerçant en centres de santé et a « pour objectif de répondre aux besoins de formation du personnel des centres de santé, toutes catégories confondues ».
Dans les années 1990, l’Institut Renaudot oriente son travail vers la promotion des pratiques de santé communautaire.
En même temps, les collectivités territoriales s'engagent dans les politiques de santé publique et la promotion de la santé : conseils régionaux, conseils généraux, villes ainsi que des institutions importantes telles que les caisses d’assurance maladie, les mutuelles et la Mutualité Française appuyés par des bénévoles et/ou de professionnels (Médecins du monde, réseaux de santé, associations loi de 1901).
En 1986, la Charte d'Ottawa donne un soutien politique fort à l'ensemble de ses activités.
En 1988 est créé le « Fonds national de prévention, d’éducation et d’information sanitaire » (FNPEIS) qui « met en œuvre, gère et assure le financement d’actions de prévention, d’éducation et d’information sanitaires propres à améliorer l’état de santé générale de la population ».
Puis l'Institut national de prévention et d'éducation pour la santé (INPES) remplace le CFES à la suite de la loi du 4 mars 2002 relative aux droits des malades et à la qualité du système de santé.
Enfin « la loi du 9 août 2004relative à la politique de santé publique élargit les missions initiales de l'INPES à la participation à la gestion des situations urgentes ou exceptionnelles ayant des conséquences sanitaires collectives et à la formation à l’éducation pour la santé » et crée l'École des hautes études en santé publique (EHESP).

#### Norvège
Le « Centre de recherche pour la promotion de la santé et des ressources » est établi à Trondheim en 2010. Le centre participe à la recherche scientifique sur les déterminants qui favorisent, entretiennent et/ou restaurent la santé - à la fois pour les populations en bonne santé, vulnérables ou malades.